# 班戈拉赫戰役
在托爾金（J. R. R. Tolkien）奇幻小說的中土大陸裡，班戈拉赫戰役（Dagor Bragollach，辛達林語解作瞬間烈炎之戰Battle of Sudden Flame）是貝爾蘭爆發的第四次重大戰事，這亦是貝爾蘭戰事的轉捩點。

## 瞬間烈炎之戰第一階段 第一紀元455年
瞬間烈炎之戰在第一紀元455年早期一個冬季晚間爆發，安戈洛墜姆（Thangorodrim）火山爆發，釋放出熔岩、毒霧、濃煙、灰塵。這得以掩護魔苟斯軍隊行軍。以格勞龍為首的先鋒部隊焚燒阿德加藍草原（Ard-galen），阿德加藍草原從易名為安佛格利斯（Anfauglith），「窒息的煙塵」。梅斯羅斯（Maedhros）、諾多族君王芬國昐（Fingolfin）及費諾的諾多族精靈騎兵駐紮在阿德加藍草原作為監視魔苟斯的前鋒。他們被魔苟斯大軍擊敗，並撤退至草原四周的山脈，由炎魔（Balrogs）率領的半獸人軍隊得以繼續前進，分兵進襲各個諾多族精靈領地，牽制著諾多族精靈不得分兵營救。
一如阿格烈瑞伯戰役（Dagor Aglareb），魔苟的主要目的是佔領芬羅德·費拉剛（Finrod Felagund）的多索尼安（Dorthonion）高地。佔領多索尼安可使魔苟斯建立前哨據點，安格班可輕易向前哨據點進行補給，並可將諾多族精靈軍隊分割開，防止諾多族的各部精靈聯合。在瞬間烈炎之戰，多索尼安是首個被攻陷的諾多族精靈領地，安格羅德（Angrod）、艾格諾爾（Aegnor）及拉德羅斯（Ladros）領袖、巴拉漢（Barahir）的親兄弟貝國拉斯（Bregolas）戰死。芬羅德·費拉剛自納國斯隆德（Nargothrond）率大軍來援，但他們在塞瑞克沼澤（Fens of Serech）中伏，巴拉漢救了他，芬羅德·費拉剛將戒指給了巴拉漢，即著名的巴拉漢之戒（Ring of Barahir）。芬國昐的軍隊亦嘗試援救多索尼安，但在希斯隆（Hithlum）山脈被擊敗，遭受嚴重損失。多爾露明（Dor-lómin）領袖哈多（Hador）的兒子剛多及大量他的追隨者為了掩護芬國昐軍隊撤退而戰死。多索尼安終落入魔苟手裡，進入貝爾蘭中部的阿納赫（Anach）通道被半獸人打通。
魔苟斯成功支配多索尼安，他的下一個目標是多索尼安以南的貝爾蘭及西面的希斯隆。歐洛隹斯（Orodreth）堅守西瑞安島的米那斯提力斯。在東面，梅斯羅斯防線（March of Maedhros）的所有騎兵據點都被佔領，梅斯羅斯英勇作戰，守住了海姆瑞恩（Himring）。魔苟斯也付出了重大傷亡攻下艾格隆狹道（Pass of Aglon），凱勒鞏（Celegorm）及庫路芬（Curufin）沿多瑞亞斯（Doriath）北界逃到米那斯提力斯。在西面，格勞龍再次展開攻勢，梅格洛爾（Maglor）的騎兵在洛斯蘭恩戰敗，梅格洛爾低谷（Maglor's Gap）失陷，梅格洛爾率敗軍撤至海姆瑞恩，會合梅斯羅斯。魔苟斯的半獸人軍隊亦佔領了賴瑞爾山（Mount Rerir）及海萊沃恩湖（Lake Helevorn），並南進薩吉理安（Thargelion），渡過蓋林河（Gelion）抵達貝爾蘭東部。卡蘭希爾（Caranthir）向南逃到伊瑞伯山（Amon Ereb），他的親弟弟安羅德（Amrod）及安瑞斯（Amras）聯同綠精靈（Green Elves）也在伊瑞伯山。梅斯羅斯及梅格洛爾合兵於海姆瑞恩後，多索尼安的殘軍及來自東方的援軍都集結於海姆瑞恩，但安格班之圍的東翼已被擊破。
芬羅德·費拉剛及他的軍隊撤到納國斯隆德，巴拉漢及比歐族人（House of Bëor）則繼續嘗試重奪多索尼安。威斯林山脈的要塞亦勉強抵抗著魔苟斯軍隊的進攻，安格班之圍瓦解，費諾兒子（sons of Fëanor）都各自為戰，芬羅德·費拉剛的部分領土失陷。芬國昐及芬鞏死守希斯隆，半獸人盤踞整個北方。魔苟斯雖然節節勝利，但他的軍隊亦承受重大損失，他在春季召回他的軍隊，結束主要戰役。

## 瞬間烈炎之戰第二階段 第一紀元456年
諾多族精靈的失敗使芬國昐非常憤怒，他孤身越過安佛格利斯，向魔苟斯叫戰，半獸人不敢接戰，芬國昐直達安格班要塞大門前，魔苟斯親自迎戰。芬國昐以寶劍璘及爾（Ringil）多次擊傷魔苟斯，但魔苟斯的釘頭鎚葛龍得（Grond）把芬國昐殺死了。他的屍首被巨鷹（Eagles）之王索隆多（Thorondor）帶走。魔苟斯被砍傷左腳，再也沒有離開安格班要塞。

## 瞬間烈炎之戰第三階段 第一紀元456-466年
魔苟斯開始整固他所得的領地，並重燃戰火。索倫（Sauron）率領半獸人大軍及座狼攻擊西瑞安島的米那斯提力斯。在猛攻下，米那斯提力斯陷落，守將歐洛隹斯在凱勒鞏及庫路芬的騎兵掩護下撤至納國斯隆德。索倫以西瑞安島作為進攻據點，易名為堝惑斯島（Tol-in-Gaurhoth），「狼人之島」。索倫以他的法術及恐怖力量擴大佔領多索尼安，就連半獸人也不願意多作停留。巴拉漢及他的子民被擒，貝倫最終也逃進多瑞亞斯。索倫派遣半獸人部隊從西面包圍多瑞亞斯。另一支由博爾多格（Boldog）率領的半獸人大軍亦進軍至多索尼安，經阿拉赫通道來到多瑞亞斯北境。
圍攻多瑞亞斯導致半獸人和灰精靈爆發戰爭，索倫派遣的半獸人從南面而來，但由貝西爾的哈拉丁族人及多瑞亞斯精靈混編的軍隊在畢烈格（Beleg）的統領下於第一紀元458年在泰戈林河渡口消滅一支半獸人軍團。埃盧·庭葛（Elu Thingol）則分別在第一紀元462年及465年擊敗了自東面及北面入侵的半獸人大軍。第一紀元462年，海姆瑞恩被圍攻。高多（Galdor）在埃伊塞爾西瑞安戰死。魔苟斯在這一年發動兩次進攻，一支包圍威斯林山脈的山隘，另一支攻擊希斯隆平原上的芬鞏。高多的兒子胡林（Húrin）擊敗了魔苟斯的軍隊。瑟丹及其部下的精靈來援，擊敗在希斯隆及法拉斯（Falas）之間的半獸人大軍。第一紀元465年，露西安（Lúthien）在胡安（Húan）的協力下推翻索倫，擊垮堝惑斯島。第一紀元466年，露西安及貝倫從魔苟斯冠上取下精靈寶鑽。

## 瞬間烈炎之戰第四階段 第一紀元467年
露西安及貝倫的成就結束了瞬間烈炎之戰，精靈寶鑽得以奪回及人類和精靈在第一紀元458-466年的勝利為精靈和人類帶來推翻魔苟斯的希望。這鼓舞梅斯羅斯組成自由人類的同盟，稱為梅斯羅斯聯盟（Union of Maedhros），目的是要反攻安格班。在約400年的安格班之圍和平時間被打破後，與魔苟斯的戰爭便再沒有停止。